# اوی زاخنباخر-اشتیله
اوی زاخنباخر-اشتیله (انگلیسی: Evi Sachenbacher-Stehle؛ زادهٔ ۲۷ نوامبر ۱۹۸۰) ورزشکار دوگانه و اسکی‌باز صحرانوردی اهل آلمان است.